# جيسيكا لينش
جيسيكا دون لينش (بالإنجليزية: Jessica Lynch)(من مواليد 26 أبريل 1983)، هي معلمة وممثلة أمريكية، وعضو سابق في الجيش الأمريكي، شاركت برتبة جندي أول في غزو العراق عام 2003.
في 23 مارس 2003، كانت لينش تعمل كأخصائية إمداد ضمن الكتيبة 507 للصيانة عندما تعرض رتلها لهجوم من القوات العراقية خلال معركة الناصرية. أُصيبت بجروح خطيرة وأُسرت بعد الهجوم مباشرة. وفي 1 أبريل 2003، تم تحريرها على يد قوات العمليات الخاصة الأمريكية، في عملية حظيت بتغطية إعلامية واسعة، حيث كانت أول عملية إنقاذ ناجحة لأسير حرب أمريكي منذ الحرب العالمية الثانية، وأول عملية من نوعها تنقذ امرأة.
غير أن التقارير الرسمية الأولية عن أسرها وإنقاذها اتّسمت بعدم الدقة. وفي 24 أبريل 2007، أدلت بشهادتها أمام الكونغرس الأمريكي، مؤكدة أنها لم تطلق النار مطلقًا خلال الهجوم، إذ تعطلت بندقيتها من طراز M16، كما أنها فقدت الوعي نتيجة تحطم مركبتها أثناء الكمين. وانتقدت لينش علنًا الروايات الأولى التي بالغت في تصوير دورها القتالي، قائلة: "لم أكن تلك البطلة... لن أقبل أن يُنسب إليّ ما لم أفعله... أنا فقط ناجية".
في عام 2014، ظهرت لأول مرة في التمثيل من خلال دورها كالأخصائية سامر إل. غابرييل في فيلم Virtuous، وهو دور استُلهم بشكل فضفاض من تجربتها الواقعية أثناء الغزو الأمريكي للعراق عام 2003.

## النشأة
وُلدت جيسيكا لينش في بلدة فلسطين بولاية فيرجينيا الغربية، وكانت الابنة الأولى والطفل الثاني لوالديها ديدري وغريغوري لينش. لم تكن أسرتها قادرة على تحمّل نفقات التعليم الجامعي، واضطر شقيقها الأكبر إلى ترك دراسته بسبب الظروف المالية الصعبة. وبينما كانت العائلة تبحث عن وسيلة لتمويل تعليم الأبناء، تواصلت — خلال سنوات جيسيكا الدراسية في المرحلة الثانوية، عندما كانت تبلغ من العمر 17 عامًا — مع أحد المجندين المسؤولين عن استقطاب الفتيات للالتحاق بالجيش.
وقبل وقوع هجمات 11 سبتمبر 2001، قررت جيسيكا الانضمام إلى الجيش الأمريكي كوسيلة لتأمين مصاريف دراستها الجامعية. وقد تلقت تدريبها العسكري الأساسي في قاعدة فورت جاكسون الواقعة في ولاية كارولاينا الجنوبية.

## حرب العراق
المادة الأساسية: معركة الناصرية
لينش التي التحقت غزو العراق من خلال الفيلق الاستحكامي التي كانت به، في 23 مارس 2003، وقعت في الكمين بالقافلة التي كانت معها. حيث انحرفت القافلة التي في نقطة مرور مهمة علي الطريق الخاطئ علي نهر الفرات بالقرب من الناصرية التي تقع في شمال غرب البصرة. وفقدت القافل خسائر فادحة في الكمين. عندما قُتل 11 جندياً، وأُسر 5 آخرين. ووفقاً للمعلومات الأولي، يكون اسم لينش من بين الخسائر. وعرضت قناة الجزيرة لقطات الفيديو التي التقطتها الجنود الأمريكيين المعتقلين والقتلي. وبعد ذلك، تم معرفة أن لينش وصديقها المقرب لوري بيستاوا مازالوا علي قيد الحياة، وأنهم موجودين في مستشفي عراقية كمصابين.

### أسيرة حرب
تم احضار لينش الي مستشفي مدنية توجد في الناصرية بعد أن اعتقلت فترة مع الجندي الذي أسرها. وهناك استخدم عاملي المشفي حارث الحسونة وأنمار عدي العرقيين، هذا ضد وحدات الاستخبارات العراقية. وقد أخبر العراقي الذي قدم المعلومات للجيش الأمريكي الذي يمضي قدماً في المنطقة، أخبره بحالة ومكان جيسيكا.
القوات المسلحة الأمريكية التي علمت عن حالة جيسيكا من مصادر مختلفة ومتعددة، أمدت محمد بكاميرا سرية عندما أرسلته الي المشفي من أجل تصوير لقطات سرية.

### الهجوم علي المشفي
في 1 أبريل 2003، كان الجنود المنتميين للقوات البحرية الأمريكية موجودين في هجمات مفاجئة من أجل جذب انتباه الجيش العراقي من المشفي الي مكان مختلف. وبالهجوم الليلي الذي فعلوه علي المشفي، قد حصلوا علي جيسيكا، وثمانية جثث أخرى لجنود الأمريكيين. وأثناء الهجوم، لم يتواجه الجنود بأي مقاومة بسبب عدم وجود أي من الجنود العراقيين في المشفي.

### جروح جيسيكا
تم ادعاء في أول تصريح فعل من ال بنتاغون، في 2 أبريل 2003، بأن جيسيكا أصيبت من جراء جروح سكين وأعيرة نارية، وتعرضت للضرب والاستجواب في المشفي.
ولكن صرح الأطباء العراقيون والمسئولون بالمشفي بأن لينش لم تصب بجروج سكين أو طلق ناري، ولكن كُسر ذراع وساق، وخلع في الكتف.
وسيتم الموافقة أيضاً علي تقرير الجيش الأمريكي الذي صدر في وقت متقدم عن صحة تقرير الأطباء هذا.
بالإضافة الي ذلك رفضت جيسيكا في كتابها «أنا أيضاً جندية» الذي يتناول سيرتها الذاتية، رفضت ادعاءات الاغتصاب الذي زعمها ريك براج مؤلف كتاب «قصة اجيسيكا لينش».

## الخروج من العراق
لينش التي تم إنقاذها، تم نقلها من هناك الي الكويت ثم الي قاعدة رامشتاين الجوية ب ألمانيا. ويوم 5 أبريل، تلاقت مع أهلها الذين جاءوا الي ألمانيا. ومنذ 3 أبريل، قد أُجري لها العديد من العمليات وخاصة المرتبطة بعمودها الفقري. وأُحضر مع جيسيكا الي الولايات المتحدة الأمريكية، جثامين الجنود الأمريكيين الأحدي العشر. ثمانية منهم تم التعرف عليهم. وتم منحم جميعاً وسام القلب الأرجواني.

## الشاهد
قامت مجموعة أمريكية بتنظيم حملة من أجل احضار العراقي محمد الي الولايات المتحدة الأمريكية ومنحه الجنسية كمواطن أمريكي، بفضل انعكاس التعاون العراقي الذي قام بدوراً في إنقاذ لينش، علي الرأي العام. وبالتصريح الذي قامت به وزيرة الأمن الداخلي توم ريدج في 29 أبريل 2003، أُعلن أنمحمد عوده الرهيف، وزوجته وابنته البالغة من العمر خمسة أعوام، قد منحت ح اللجوء الإنساني. وبناءً علي طلبه تم احضاره هو وعائلته الي الولايات المتحدة الأمريكية. وفي شهر أكتوبر 2003، نشر الرهيف كتابه «لأن كل حياة ثمينة»، "Because Each Life Is Precious" الذي تقاضي أجراً عنه حوالي 300 ألف دولار أمريكي. وحتي الآن مزال يعمل لدي الولايات المتحدة الأمريكية.

## العودة للمنزل
عند عودتها الي المنزل، استقبلها الآلاف من سكان فرجينيا الغربية، وبعد ذلك خطيبها الرقيب في الجيش روبن كونتريراس. ومنذ 12 أبريل 2003، بدأت في تلقي علاجها وتأهيلها في مركز ريد وولتر الطبي العسكري للجيش الذي يوجد في واشنطن العاصمة. وبينما كانت تتعافي في واشنطن، غُمرت لينش بالهديا والزهور من ذوي النوايا الحسنة، لدرجة أنها طلبت من الجهمور إرسال البطاقات بدلاً من ذلك. واقترحت عائلتها أن يرسل الجمهور هذه الاموال الي الجمعيات الخيرية ومنظمات الإغاثة.
وفي 22 يونيو، خرجت لينش من المشفي، بعد اصبتها أكثر من ثلاثة أشهر.
وتم تسريحها من الجيش بأداء مشرفاً في 27 أغسطس 2003.

## الجوائز والأوسمة
-ميدالية النجمة الذهبية
-القلب الأرجواني
-وسام أسير الحرب
-ميدالية خدمة الدفاع الوطنية
-ميدالية الحرب العالمية علي الإرهاب الاستطلاعي
-شريط خدة الجيش

## نقد لينش
بعد فترة من عودة لينش الي منزلها، بدأت في الإفصاح عن أن القصص البطولية التي سُردت عنها ليست صحيحة. وانتقدت بشدة أمام الجمهور تقرير واشنطن بوست الذي كُتب عنها وأنها حاربت وكافحت. وأعلنت أنها ليست بطلة، ولكنها جاهدت من أجل البقاء علي قيد الحياة فقط.
صرحت لينش التي نفت المزاعم بأنها حاربت حتي اصابتها وأسرها، بأن سلاحها قد تعطل من اثر دخول الرمال به، وأنها لم تتمكن من فعل أي شىءعلي كل حال. لينش التي أعلنت أنها لا تفهم لماذا قصة إنقاذها صُورت، وأضافت أنها كانت تعامل معاملة طيبة في المشفي التي في العراق. وأشار الراهب جيسي جاكسون الناشط الأمريكي في حقوق الإنسان، الي تحيز الصحافة ونفاقها في تغطية لينش مقابل زملائها الجنود، حيث أن زميلاتها الجنديات، شوشانا جونسون ووري بيسيتوا النافاجونية المواطنة الأمريكية، تعرضوا لكمين الثلاثة في نفس الهجوم خلال حرب العراق في 23 مارس 2003، فتعرضت بيسيتوا الي جروح خطيرة وفارقت الحياة بعد ذلك، من أجل إنقاذ لينش، أو شوشانا الجندية الزنجية التي كانت معهن في نفس الكمين، والتي نجحت في الهروب بعد أسرها.

## جلسات استماع الكونجرس
في 24 أبريل 2003، أدلت جيسيكا بشهادتها أمام لجنة الإصلاح الحكومي للكونجرس الأمريكي، وصرحت بأن البنتاجون صروتها وأظهرتها بأنها  رامبو فرجينيا الغربية، ولكنها فقط وقعت في كمين قد نُصب لها. وفي شهادتها؛ أعلنت بأن في الوقت بتصريحها بالحقائق بدلاً من المعلومات الخاطئة، كان هناك الأبطال الحقيقيون الذين فقدوا حياتهم في الاصطدامات، ولا يمكن كشف حقائق الحرب دائماً بسهولة، ولكن تكون أكثر بطولية من الكذب.

## حياتها التالية
تدرس في جامعة باركيرسبيرغ التي توجد في فرجينيا الغربية بمنحة دراسية كاملة بسبب انهائها للخدمة العسكرية.
وفي 24 أغسطس 2006، ذكرت كيت سنو مراسلة صباح الخير يا أمريكا في طبعة نهاية الأسبوع أن لينش قد كتبت خطاباً يفيد بأنها سترزق بطفل بحلول نهاية العام. وذكر موقع فوكس نيوز بأن لينش وصديقها في ذلك الوقت ويس روبنسون سيرزقان بطفلهما الأول في يناير. وقالت في البيان «لم أكن أبداً تأكدة من حدوث هذا بالنسبة لي، فتعلم المشي من جديد، والتعامل مع الاصابات الداخلية التي مازالت شاحبة، مقارنةً بفرحتي الهائلة لحملي بهذا الطفل». وُلدت ابنتها في 19 يناير 2007، من خلال عملية قيصرية، وأسمتها «داكوتا آن» بعد موت صديقتها، لوري آن بيسيتوا، أول امرأة من التحالف الذي تقوده الولايات المتحدة قتلت في حرب العراق، وأول امرأة أمريكية نافاجونية تقتل على أرض أجنبية في الحرب الأمريكية.

## أعمالها
في 9 نوفمبر 2003، بدأت في تصوير «انقاذ جيسيكا لينش» الذي يكون فيلم تصنعه هيئة الإذاعة الوطنية والذي يشرح بداية الأحداث الأخيرة التي مرت بها جيسيكا. وستصرح بأنها تركت المسرح بسبب أن الفيلم يكون خاطئ تماماً وعدم تكبد الصعب حتي النهاية. ومازالت تُستجوب حتي الآن عن التناقضات بين المذكورة في الفيلم بالأحداث الحقيقية.
دخلت جيسيكا لمجال احتباطي في مدينة طوبة ب أريزونا، منضمة الي برنامج تنتجه قناة هيئة الإذاعة الأمريكية، من أجل مساعدة أسرة (بيسيتوا) الجندية المواطنة النافاجونية التي ماتت. وهناك تحقق حلم بناء منزل لعائلة صديقتها الذي يكون أكبر حلم لصديقتها. بالإضافة الي أن في اطار البرنامج يتم عمل نصب تذكاري لبيسيتوا في المنطقة التي تعمل مساعدة الملابس للأسرة والمحليين.

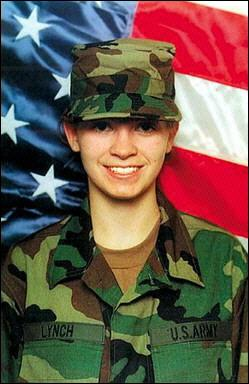
جيسيكا لينش